# Leucaloa engraphica
Leucaloa engraphica är en fjärilsart som beskrevs av Rothschild 1910. Leucaloa engraphica ingår i släktet Leucaloa och familjen björnspinnare. Inga underarter finns listade i Catalogue of Life.